# 陳-韋伊同態
數學上，陳－韋伊同態（英語：Chern–Weil homomorphism）是陳－韋伊理論的基本構造，將一個光滑流形M的曲率聯繫到M的德拉姆上同調群，也就是從幾何到拓撲。這個理論由陳省身和安德烈·韋伊於1940年代建立，是發展示性類理論的重要步驟。這個結果推廣了陳-高斯-博內定理。
記{\displaystyle \mathbb {K} }為實數域或複數域。設G為實或複李群，有李代數{\displaystyle {\mathfrak {g}}}，又記
{\displaystyle \mathbb {K} ({\mathfrak {g}}^{*})}
為{\displaystyle {\mathfrak {g}}}上的{\displaystyle \mathbb {K} }-值多項式的代數。設{\displaystyle \mathbb {K} ({\mathfrak {g}}^{*})^{Ad(G)}}為在{\displaystyle \mathbb {K} ({\mathfrak {g}}^{*})}中G的伴隨作用的不動點的子代數，故對所有{\displaystyle f\in \mathbb {K} ({\mathfrak {g}}^{*})^{Ad(G)}}有
{\displaystyle f(t_{1},\dots ,t_{k})=f(Ad_{g}t_{1},\dots ,Ad_{g}t_{k})\,}。
陳－韋伊同態是從{\displaystyle \mathbb {K} ({\mathfrak {g}}^{*})^{Ad(G)}}到上同調代數{\displaystyle H^{*}(M,\mathbb {K} )}的一個{\displaystyle \mathbb {K} }-代數同態。這個同態存在，且對M上任何主G-叢P有唯一定義。若G緊緻，則於此同態下，G-叢BG的分類空間的上同調環同構於不變多項式的代數{\displaystyle \mathbb {K} ({\mathfrak {g}}^{*})^{Ad(G)}}：
{\displaystyle H^{*}(B^{G},\mathbb {K} )\cong \mathbb {K} ({\mathfrak {g}}^{*})^{Ad(G)}.}
對於如SL(n,R)的非緊緻群，可能有上同調類無不變多項式的表示。

## 同態的定義
取P 中任何聯絡形式w，設{\displaystyle \Omega }為相伴的曲率2-形式。若{\displaystyle f\in \mathbb {K} ({\mathfrak {g}}^{*})^{Ad(G)}}是k次齊次多項式，設 {\displaystyle f(\Omega )}是P上的2k-形式，以下式給出
{\displaystyle f(\Omega )(X_{1},\dots ,X_{2k})={\frac {1}{(2k)!}}\sum _{\sigma \in {\mathfrak {S}}_{2k}}\epsilon _{\sigma }f(\Omega (X_{\sigma (1)},X_{\sigma (2)}),\dots ,\Omega (X_{\sigma (2k-1)},X_{\sigma (2k)}))}
其中{\displaystyle \epsilon _{\sigma }}是2k個數的對稱群{\displaystyle {\mathfrak {S}}_{2k}}中置換{\displaystyle \sigma }的符號。（見普法夫值。）
可證
{\displaystyle f(\Omega )}
是閉形式，故
{\displaystyle df(\Omega )=0,\,}
且{\displaystyle f(\Omega )\,}的德拉姆上同調類獨立於在P上的聯絡的選取，故只依賴於主叢。
因此設
{\displaystyle \phi (f)\,}
是由上從f得出的上同調類，故有代數同態
{\displaystyle \phi :\mathbb {K} ({\mathfrak {g}}^{*})^{Ad(G)}\rightarrow H^{*}(M,\mathbb {K} ).\,}